# Théodore de Mayerne

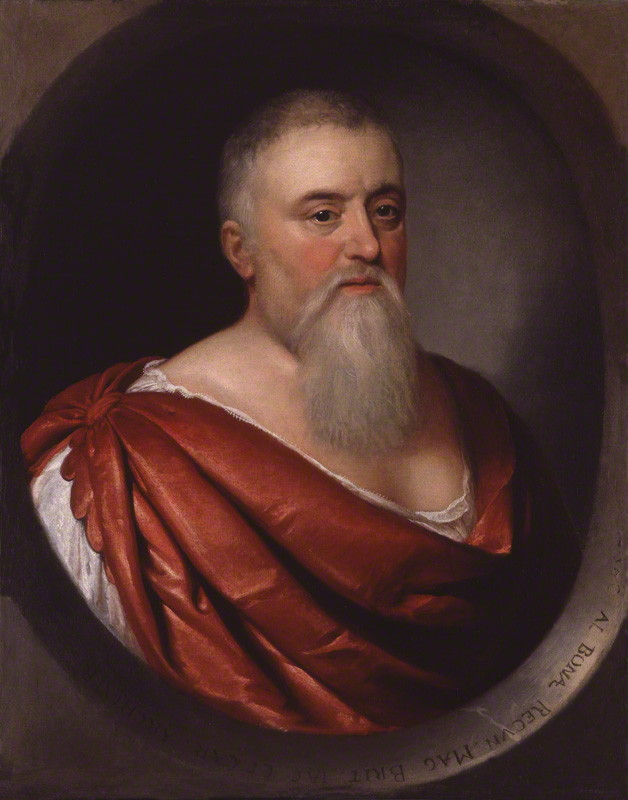
Sir Théodore de Mayerne

Sir Théodore Turquet De Mayerne (Genève, 28 september 1573 – Chelsea, 22 maart 1654 of 1655) was een Zwitserse arts die de koningen van Frankrijk en Engeland behandelde, daarnaast heeft hij bijdragen geleverd aan de theorieën van Paracelsus.
Mayerne werd geboren in een hugenotenfamilie. Zijn vader, Lodewijk Turquet de Mayerne baron van Aubon die getrouwd was met Louise le Maçon, was een protestantse Franse historicus die was gevlucht vanuit Lyon naar aanleiding van de Bartholomeusnacht en zijn peetoom was Theodorus Beza. Mayernes eerste vrouw was Marguerite de Boetslaer en ze hadden drie kinderen.
Mayerne studeerde eerst in Genève en verhuisde later naar de Universiteit van Heidelberg. Weer later verhuisde hij naar Montpellier om daar geneeskunde te studeren, hij studeerde af in 1596 en behaalde zijn doctoraat in 1597. Zijn proefschrift onder leiding van Joseph du Chesne verdedigde het gebruik van chemische middelen in de geneeskunde; dit was de eerste duiding van zijn interesse in de theorieën van Paracelsus. 
Hij was getrouwd (1) ca. 1595 met Margretha Elburg van den Boetzelaer (ca. 1573-1628). Zij was een dochter van Rutger VI van Boetzelaer (1534-1604) heer van Merwede en Agnes de Bailleul (ca. 1535 - ca. 1612). Uit zijn eerste huwelijk zijn drie kinderen geboren. 
In 1630 trouwde hij met Elizabeth Joachimi, bij haar had hij 5 kinderen, waaronder:
- Elisabeth Turquet de Mayerne (1630-1652), trouwde met Peter van Caumont (1615-) markgraaf van Cugnac, een zoon van Jacques Nompar de Caumont, hertog van La Force (1558 - 1652), maarschalk van Frankrijk in 1621.
- Adriana Turquet de Mayerne (1635-1660), trouwde met Armand Nompar van Caumont (1626-1701) markgraaf van Montpouillan

De Mayerne ligt begraven, met zijn moeder, eerste vrouw en 5 kinderen, in St. Martin-in-the-Fieldskerk te Londen.